# Alice Schwarz-Gardos

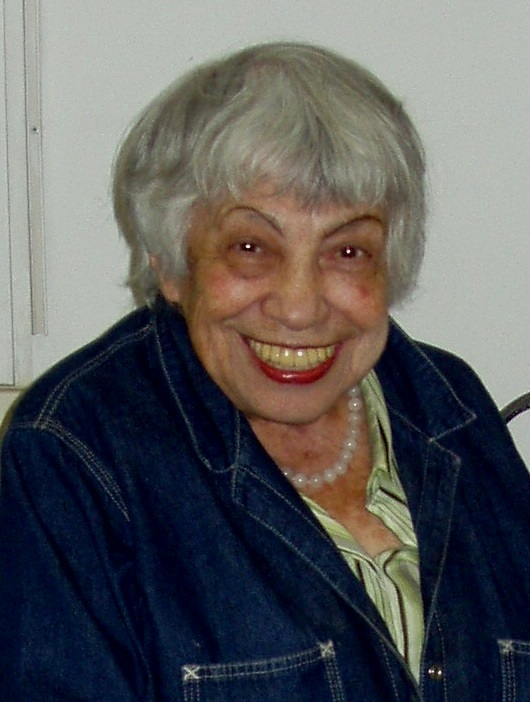
Alice Schwarz-Gardos

Alice Schwarz-Gardos (Viena, 31 de agosto de 1916 - Tel Aviv, 14 de agosto de 2007) foi uma jornalista e escritora israelense nascida na Áustria. Ela era conhecida por seu trabalho como editora de jornais de língua alemã em Israel e era editora-chefe do jornal diário Israel-Nachrichten. Ela documentou eventos políticos e culturais e exibiu o sionismo em sua postura.
Schwarz-Gardos nasceu em Viena em 1915, filha de um gerente do Vienna Union-Bank que foi forçado a se aposentar após a quebra da bolsa de valores de 1929. A família mudou-se para Bratislava, onde frequentou o Realgymnasium alemão e iniciou um curso estudando medicina. Enquanto em Bratislava, ela contribuiu com seus primeiros artigos para o jornal Der Grenzbote, e ganhou um prêmio para jovens escrevendo para o Neue Freie Presse em 1935. Sua família fugiu dos nacional-socialistas em Bratislava e mudou-se para a Palestina em 1939 após a eclosão da Segunda Guerra Mundial. Ela foi contratada pela Marinha Real Britânica em 1942 como secretária. A partir de 1949, ela trabalhou como editora do Yedioth Hayom, um diário em língua alemã na Palestina, e como assessora de imprensa da Agência Judaica. Casou-se com o compositor eslovaco Eli Gardos em 1964, que fundou uma escola de música em Hadera. A partir da década de 1960, ela trabalhou como correspondente estrangeira para o Tagesspiegel, Die Presse e Hamburger Abendblatt e escreveu 11 livros em alemão. Ela foi nomeada chefe do jornal diário israelense Israel-Nachrichten em 1975.